# Simson och Delila (film)

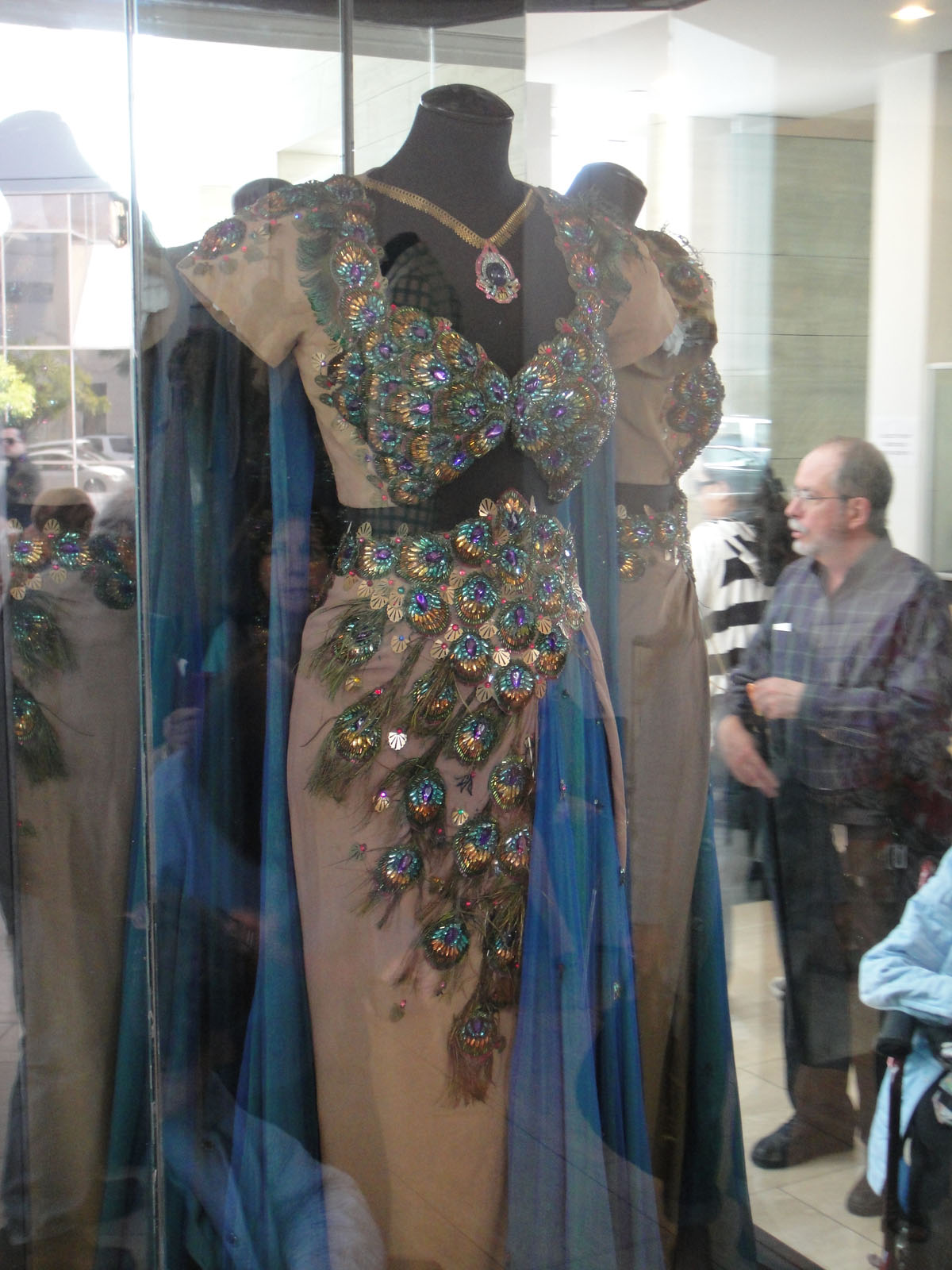
Klänning buren av Hedy Lamarr i filmen, designad av Edith Head.

Simson och Delila (engelska: Samson and Delilah) är en amerikansk dramafilm från 1949 i regi av Cecil B. DeMille. I huvudrollerna ses Hedy Lamarr, Victor Mature, George Sanders, Angela Lansbury och Henry Wilcoxon.

## Rollista i urval
- Victor Mature – Simson
- Hedy Lamarr – Delila
- George Sanders – Saran av Gaza
- Angela Lansbury – Semadar
- Henry Wilcoxon – Prins Ahtur
- Olive Deering – Miriam
- Fay Holden – Hazel
- Julia Faye – Haisham
- Russ Tamblyn – Saul
- William Farnum – Tubal